# Jazz rap
Jazz rap é um sub-gênero do hip hop, que incorpora influências do estilo jazz, desenvolvida no final dos anos 1980 e início de 1990. As letras são muitas vezes baseadas em consciência política e em geral altruísmo. All Music Guide escreve que o gênero foi uma tentativa de fundir música afro-americana do passado com uma forma nova dominante do tributo, pagando ao presente e de revitalizar o antigo, ao mesmo tempo em que se expandiam os horizontes até o último momento. Musicalmente, o ritmo tem sido tipicamente os de hip hop, em vez de jazz, sobre o qual são colocadas frases repetitivas de instrumentação do jazz: trompete, contrabaixo, etc. A quantidade de improvisação varia entre os artistas: alguns grupos gostam de improvisar letras de músicas e solos, enquanto muitos do estilo jazz não.

## Precursores
Nos anos 70, The Last Poets, Gil Scott-Heron e The Watts Prophets haviam colocado palavra falada e poesia com rima sobre faixas de apoio jazzy. Existem também paralelos entre o jazz e a improvisação de freestyle rap. Apesar desses tópicos diferentes, o jazz rap não surgiu como um gênero até o final dos anos 80.

## O início de uma tendência
Em 1985, a banda de jazz fusion Carga, liderada por Mike Carr, lançou o single "Jazz Rap", que aparece no álbum Jazz Rap, Volume One. Em 1988, Gang Starr lançou o primeiro single "Words I Manifest", a amostragem Dizzy Gillespie 's 1952 "Night in Tunisia", e Stetsasonic lançou "Talkin' All That Jazz", amostragem Lonnie Liston Smith, todos esse e outros popularizaram mais ainda o estilo rap jazz. Grupos que compõem o coletivo conhecido como Native Tongues Posse tendeu para lançamentos de jazz, que incluem a estréia do Jungle Brothers, e o grupo de rap A Tribe Called Quest, com seu álbum The Low End Theory, fizeram com esses artistas se tornassem alguns dos mais aclamados do hip hop até o fim dos anos 90, e também ganhou elogios do baixista de jazz Ron Carter, que tocou baixo casal em uma trilha.

## A vinda do jazz à cultura hip hop
Apesar de o jazz rap ter alcançado pouco sucesso, o último álbum de Miles Davis (lançado postumamente em 1992), Doo-Bop, foi baseado em torno de batidas do hip-hop e colaborações com o produtor Easy Mo Bee, ex-companheiro de banda de Miles Davis Herbie Hancock, que retornou às influências do hip hop em meados da década de noventa, com o lançamento do álbum Dis Is da Drum em 1994. O músico de Jazz Branford Marsalis colaborou com Gang Starr DJ Premier em seu Buckshot LeFonque, projeto no mesmo ano.

## Anos 1990-presente
Este período foi a marca d'água alta para a popularidade do estilo entre os ouvintes de hip hop, após o que veio a ser considerado durante algum tempo como uma tendência que foi "jogada fora". Referências musicais de jazz se tornaram referências menos óbvias e menos sofridas, e o lírico do jazz certamente era uma coisa mais rara. No entanto, o jazz havia sido adicionado à paleta de produtores de hip hop, e sua influência continuou por toda a década de 1990 pelo álbum do rapper Nas Illmatic (Columbia, 1994), ou de apoio a sensibilidades mais boêmia de artistas como The Roots e Common. Desde 2000 ela pode ser detectada na obra de produtores, como The Sound Providers, Kanye West, J Rawls, 88-Keys, Crown City Rockers Kero One, Nujabes, Freddie Joaquim, Asheru, Fat Jon, Madlib e a dupla inglesa The Herbaliser, entre outros. Um projeto de hip hop, que continuou a manter uma conexão direta com o jazz foi Guru, que usou os músicos de jazz ao vivo em o estúdio. No período de 1993 a 2007, os seus quatro volumes montados foram com artirtas da música jazz como Freddie Hubbard, Donald Byrd, Courtney Pine, Herbie Hancock, Kenny Garrett e Liston Lonnie Smith, e artistas de hip hop, como Kool Keith, MC Solaar, Common, e Gang Starr.

## No Brasil
O rap brasileiro, que teve em seu início influências do hip hop old school, incorporou o jazz rap em algumas canções dos primeiros rappers que se dedicaram a fazer batidas diferentes em suas canções, como samplers, com misturas de MPB e influências de batidas eletrônicas de freestyle, que está presente em outros grupos de rap americanos, como Snap!. Assim foi feito por Thaíde e outros precursores do hip-hop no Brasil. Atualmente, poucos rappers usam este estilo de batidas. Exemplos de rappers da atualidade que tentam resgatar o jazz rap são os paulistas Mental Abstrato e Kamau. O jazz rap, no Brasil, foi ofuscado, em parte, devido a influência de estilos "mais pesados" de rap, como os do grupo Racionais MCs, e de uma influência maior do estilo rap underground, que se tornou maioria entre a cultura hip-hop no país[carece de fontes?]. Outro rapper a misturar Jazz com Rap no Brasil foi Rappin' Hood, que tocava Trombone em sua infância.